# Teinobasis luciae
Teinobasis luciae – gatunek ważki z rodziny łątkowatych (Coenagrionidae).